# 集體劑量
集體劑量（英語：Collective dose）又稱集體有效劑量(collective effective dose)是輻射防護所使用的統計值，是由國際放射防護委員會定義的值。定義為有效劑量( effective dose, E )乘上所特定族群的人口數(N)即關鍵人群組 (critical population group)。
定義的算是為 DC=E×N，單位為「人-西弗」。